# Thomas J. Dodd
Thomas Joseph Dodd, född 15 maj 1907 i Willimantic, Connecticut, död 24 maj 1971 i Old Lyme, Connecticut, var en amerikansk politiker. Han representerade delstaten Connecticut i båda kamrarna av USA:s kongress, först i representanthuset 1953–1957 och sedan i senaten 1959–1971. Senaten tillrättavisade honom 1967 på grund av en skandal som gällde kampanjbidrag som han hade använt för privat bruk.
Dodd utexaminerades 1930 från Providence College. Han avlade sedan 1933 juristexamen vid Yale Law School. Han arbetade därefter först som FBI-agent och sedan inom National Youth Administration fram till 1938. Han gick med i Demokratiska partiet. Under krigstiden arbetade han på justitiedepartementet. Han var medarbetare åt fem ministrar (Homer S. Cummings, Frank Murphy, Robert H. Jackson, Francis Biddle och Tom C. Clark). Hans huvudsakliga uppgift på departementet var som åklagare i federala rättsfall. Han arbetade sedan för åklagarsidan i Nürnbergprocessen. Dodd var verksam som advokat i Hartford 1947–1953.
Dodd efterträdde 1953 Abraham A. Ribicoff som kongressledamot. Han omvaldes 1954 och förlorade sedan senatsvalet 1956 mot den sittande senatorn Prescott Bush. Dodd utmanade sedan William A. Purtell i senatsvalet 1958 och vann. Han omvaldes 1964. Dodd profilerade sig som antikommunist. Han hade under 1950-talet arbetat som juridisk rådgivare åt Guatemalas diktator Carlos Castillo Armas och redan som kongressledamot han hade stött kuppen i Guatemala. Dodd var en förespråkare för Vietnamkriget. Senaten beslöt den 23 juni 1967 med rösterna 92 mot 5 att tillrättavissa Dodd för att han hade betett sig opassande för en senator då han under åren från 1961 till 1965 använt sina kampanjbidrag till personliga ändamål.
Efter skandalen nominerade inte demokraterna i Connecticut Dodd som partiets kandidat i senatsvalet 1970. Han ställde upp som obunden och kom på tredje plats. Republikanen Lowell P. Weicker, Jr. vann valet och demokraternas kandidat Joseph Duffey kom på andra plats. Dodd efterträddes i januari 1971 av Weicker. Dodd avled senare samma år i hjärtinfarkt.
Dodd var katolik av irländsk härkomst med arbetarklassbakgrund. Han gravsattes på Saint Michael's New Cemetery i New London County. Sonen Christopher Dodd har följt i faderns fotspår och representerat Connecticut i båda kamrarna av USA:s kongress.